# Billy Meredith

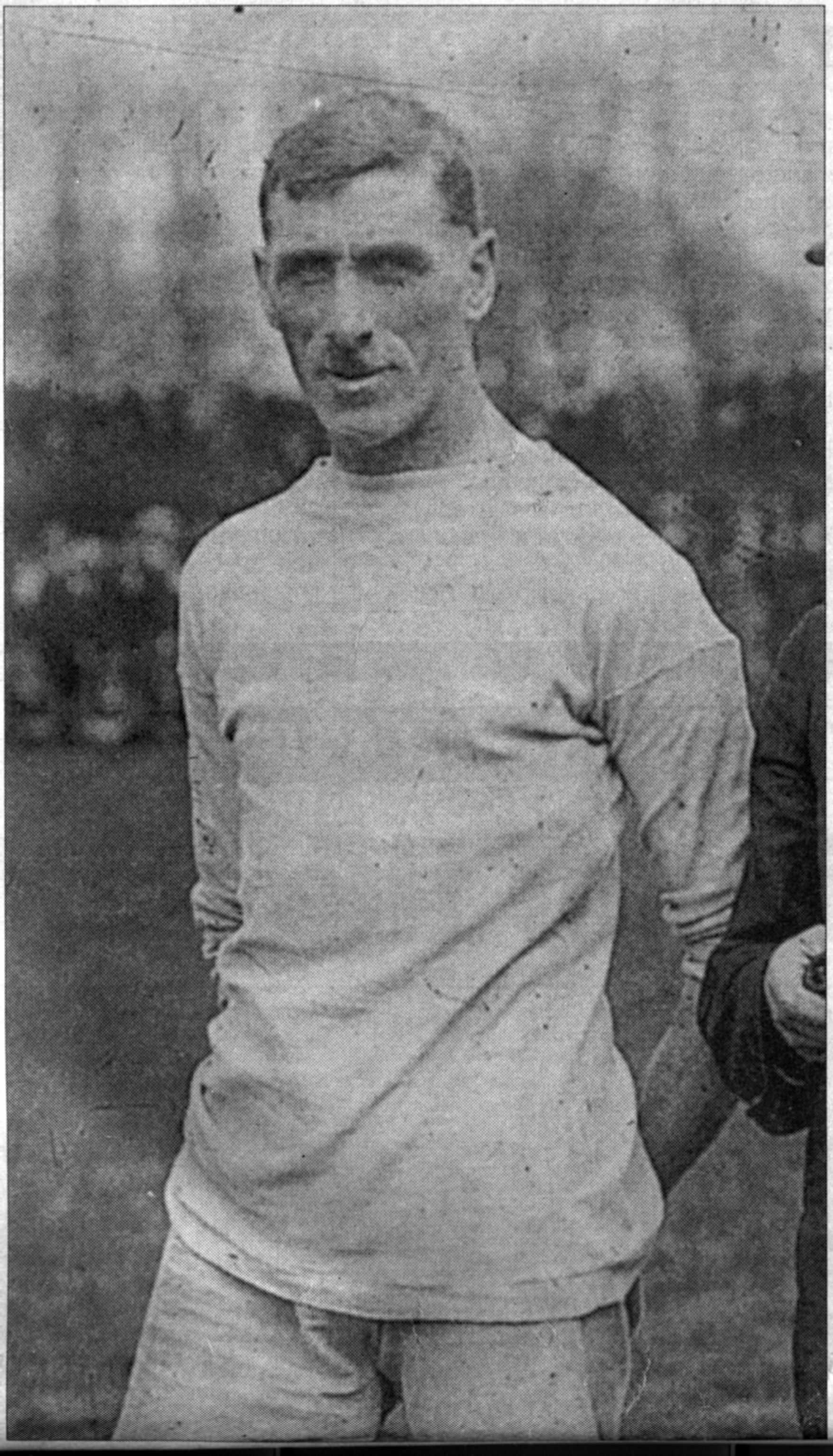
Billy Meredith (1903)

William Henry „Billy“ Meredith (* 30. Juli 1874 in Black Park, Chirk, Wales; † 19. April 1958 in Withington, Manchester, England) war ein walisischer Fußballspieler und einer der besten Akteure in der Frühzeit des britischen Fußballs. Er wurde auch unter den Spitznamen „Welsh Wizard“ und aufgrund seiner Statur „Old Skinny“ bekannt. Für die walisische Nationalmannschaft kam er in 48 Spielen zum Einsatz. Er betrieb außerdem ein Sportgeschäft am St Peter’s Square im Stadtzentrum Manchesters.

## Werdegang
Meredith wuchs im Nordosten von Wales in Black Park, in der Stadt Chirk, auf und arbeitete später in dem dortigen Steinkohlebergbau als Führer eines Grubenponys („pit pony“).
Nach seinen ersten Karrierestationen in Chirk und bei Northwich Victoria schloss sich Meredith im Oktober 1894 für eine nicht näher bekannte Ablösesumme Manchester City an. Dort feierte er noch im selben Monat sein Debüt gegen Newcastle United und verlor mit 4:5. Es folgte in der anschließenden Woche jedoch sein erster Schritt zur Legende in Manchester, als er im ersten Stadtderby gegen Newton Heath (dem späteren Manchester United) zwei Tore erzielte. Damit erarbeitete sich auf Anhieb eine große Anhängerschaft und zog fortan eine große Zuschauerzahl an, wann immer er in einem öffentlichen Spiel antrat.
Merediths Laufbahn bei Manchester City erlitt dann im Jahre 1905 einen Rückschlag, als er aufgrund von Bestechungsvorwürfen mit einer 18-monatigen Sperre belegt wurde.
Er wechselte im Mai 1906 zu Manchester United und wurde am 1. Januar 1907 beim 1:0-Sieg gegen Aston Villa erstmals eingesetzt. Auch beim Lokalrivalen wurde er in der Folgezeit zum Publikumsliebling. Der dribbelstarke Flügelspieler ähnelte dabei aufgrund seiner kontroversen Persönlichkeit vordergründig dem späteren Éric Cantona, von der Spielweise und technischen Fertigkeit aber eher George Best oder Ryan Giggs, wobei Letzterer den Spitznamen „Welsh Wizard“ von Meredith viele Jahre später erben sollte. Meredith kehrte nach dem Ersten Weltkrieg im Jahre 1921 zu Manchester City zurück, wo er – inklusive seiner Marotte, mit einem Zahnstocher im Mund zu spielen – bis ins hohe Alter von 47 Jahren aktiv bleiben sollte. Im Jahre 1924 konnte er dann im FA Cup noch einmal ein Tor gegen Brighton & Hove Albion erzielen und absolvierte im Alter von 49 Jahren und 245 Tagen seine letzte Partie im Pokalhalbfinale gegen Newcastle United. Damit ist er bis heute der älteste Spieler, der jemals in einer FA-Cup-Begegnung zum Einsatz kam. Insgesamt kam Meredith auf 390 Partien und 150 Tore für Manchester City.
1926 spielte Billy Meredith sich selbst als Trainer in dem Schwarzweißfilm „The Ball of Fortune“. Der Film entstand unter Regie von Hugh Croise nach einem Roman von Sydney Horler. Neben Meredith spielten auch unter anderem James Knight, Mabel Poulton und Dorothy Boyd mit.
Im Alter von 83 Jahren starb Billy Meredith 1958 in Withington, Manchester.
Nach vielen Jahren, in denen das fußballerische Erbe von Meredith wenig beachtet worden war, einigten sich die Profispielervereinigung „Professional Footballers' Association“ (PFA) und der walisische Fußballverband Football Association of Wales 2009 darauf, den Spieler aus der Pionierzeit mit einem neuen Grabstein zu würdigen, der schließlich, gemeinsam mit Billy Merediths damals 94-jähriger Tochter, anlässlich einer speziellen Feier enthüllt wurde.
Meredith wurde zudem in die Hall of Fame des City of Manchester Stadium, mittlerweile Heimspielstätte von Manchester City, aufgenommen. 2009 ehrte der Sportartikelhersteller Nike Meredith mit dem 2009/2010-Trikot für Manchester United. Meredith hatte 100 Jahre zuvor für das Pokalfinale 1909 gegen Bristol City ein Trikot mit einem großen roten V auf der Brust entworfen.